# رستوران خودکار
امروزه با گسترش دانش و زیرساخت‌های فناوری اطلاعات، حوزه‌های گوناگونی از این دانش بهره می‌گیرند، یکی از این حوزه‌ها خدمات الکترونیکی سلف سرویس سازمان‌های بزرگ و دانشگاه‌ها می‌باشد که با بکارگیری سیستم اتوماسیون تغذیه، کلیه امور مربوط به این حوزه را مکانیزه می‌کنند.

## تاریخچه
در ایران اواسط دهه ۷۰ شمسی، اولین سیستم‌های اتوماسیون سلف سرویس در دانشگاه‌های کشور به کارگیری شد، در این سیستم‌ها از بارکد برای کارت‌های شناسایی افراد استفاده می‌شد و دستگاهی که توسط یک میکروکنترلر برنامه‌ریزی شده بود به عنوان دستگاه تحویل غذا مورد استفاده قرار می‌گرفت. با رشد فناوری و از رده خارج شدن کارت‌های بارکد، در اوایل دهه ۸۰ شمسی این کارت‌ها جای خود را به کارت‌های تماسی مغناطیسی دادند. با گسترش زیرساخت‌های اینترنت در ایران و همچنین نیازهای کاربران استفاده کننده از این سیستم‌ها، در اواسط دهه ۸۰ شمسی این سیستم‌ها مجهز به قابلیت رزرو اینترنتی شدند و درهمین ایام بود که با تجاری شدن فناوری کارتهای بدون تماس سامانه بازشناسی با امواج رادیویی، کم‌کم این کارت‌ها جایگزین کارتهای قبلی شدند. اکنون نیز با توجه فراگیری این سیستم در دانشگاه‌ها و سازمان‌ها و نیاز آنان به امکانات جدیدتر، این سیستم‌ها روز به روز پیشرفت می‌کنند تا جایی که به یک سیستم اتوماسیون مدرن و مرتبط با چند سامانه دیگر تبدیل شده‌اند.

## امکانات قابل استفاده در سیستم اتوماسیون تغذیه

### رزرو تحت وب (اینترنتی) غذا
با استفاده از این قابلیت کاربران می‌توانند با دسترسی به شبکه اینترنت وعده‌های غذایی مربوط به خود رارزو نمایند.

### افزایش اعتبار تحت وب (اینترنتی)
با استفاده از این ویژگی کاربران می‌توانند اعتبار خود را با استفاده از یک کارت بانکی متصل به شبکه شتاب، افزایش دهند.

### سیستم مدیریت کاربران، گروه‌ها و نقش‌ها
با استفاده از این سیستم، مدیران می‌توانند کاربران و گروه‌های مربوطه را تعریف نموده و به آن‌ها نقش‌های مربوطه را تخصیص دهند.
با استفاده از این قابلیت مدیران سیستم می‌توانند از هر جا و در هر زمانی با در اختیار داشتن رایانه متصل به اینترنت، سیستم را مدیریت نمایند. در برخی از سیستم‌های پیشرفته تر، می‌توان از طریق موبایل یا تبلت‌ها به سیستم دسترسی پیدا کرد.

### مدیریت غذاها وبرنامه غذایی
این زیرسیستم به مدیر یا مدیران اجازه تعریف غذاها را داده و ایشان می‌توانند غذاهای تعریف شده را در برنامه غذایی مورد نظر قرار دهند.

### مدیریت سلف‌ها و سالن‌های غذاخوری
در این زیرسیستم می‌توان وعده‌های غذایی تعریف شده را به سلف مورد نظر تخصیص داد و نیز می‌توان گروهاهای کاربری تعریف شده را مجاز یا غیرمجاز برای استفاده از این سلف نمود.

### مدیریت قیمت غذاها
با استفاده از این قابلیت می‌توان قیمت‌های مختلفی را به گروه‌ها و کاربران مختلف برای خرید غذاهای مختلف تخصیص داد.

### مدیریت ارزش غذایی
در این زیرسیستم می‌توان ترکیبات تشکیل دهنده غذاها را تعریف نمود و نیز مقدار ارزش‌های غذایی هریک شامل میزان کالری، پروتئین و … را تعریف کرد و این سیستم به‌طور خودکار مجموع مقادیر تعریف شده برای هر پرس غذا محاسبه می‌کند.

### مدیریت و کنترل دستگاه‌ها
با استفاده از این امکان می‌توان وضعیت هر داستگاه ارائه دهنده خدمات را تحت نظر قرار داد و کنترل نمود.

### ارائه خدمات درحالت آفلاین
در صورتی که سیستم دارای این قابلیت باشد، درصورتی که به هر دلیلی شبکه قطع شود یا سرور از دسترس خارج شود، دستگاه‌ها به صورت خودکار تصمیم گرفته و ارائه خدمات قطع نمی‌شود.

### ثبت رخدادها
در این زیر سیستم می‌توان عملکرد کلیه کاربران و نیز دستگاه‌ها را زیر نظر گرفت و گزارشگیری نمود.

### تولید گزارش‌های پویا
از اطلاعات موجود در سیستم به طورت پویا گزارش ساخت و از این اطلاعات گزارش تهیه نمود.

### اتصال به سیستم آموزش
در دانشگاه‌ها و موسسات آموزشی کاربرد دارد، بدین صورت که با تغییرات وضعیت کاربر در سیستم آموزش، فرایند مربوطه برای آن کاربر در سیستم تغذیه رخ خواهد داد. به عنوان مثال در صورت مرخصی تحصیلی کاربر، وضعیت وی در سیستم تغذیه به حالت معلق در خواهد آمد.

### اتصال به سیستم خوابگاه‌ها
این سیستم در مراکزی کاربرد دارد که وعده خاصی مثل شام در خوابگاهی که کاربر در آن ساکن است توزیع می‌شود یا خوابگاهی بودن یا نبودن کاربر تأثیر در وضعیت وی در سیستم دارد. با استفاده از این زیرسیستم می‌توان اطلاعات مربوط به خوابگاه کار بر را به صورت آنلاین در اختیار قرار گرفت و با تغییر وضعیت وی در خوابگاه، درسیستم تغذیه نیز فرایند مربوطه انجام شود.

### اتصال به سیستم مالی
جهت گزارش مالی و تسویه حساب با کاربران م مدیران به کار می‌رود.

### اتصال به سیستم انبارداری
جهت کنترل موجودی و فرایند زنجیره تأمین می‌توان از این زیر سیستم استفاده نمود.

### ماژول اثرانگشت
با استفاده از این ماژول کاربر می‌تواند به جای کارت از طریق اثر انگشت خود احراز هویت شود.

### سیستم فراموشی کارت
در صورتی که کاربر کارت خود را همراه نداشته باشد از طریق این زیرسیستم می‌تواند از سیستم استفاده کند.